# Oxira erubescens
Oxira erubescens là một loài bướm đêm trong họ Noctuidae.